# Schleicher ASH 31 Mi
Schleicher ASH 31 Mi — одномісний планер від виробника планерів Alexander Schleicher. Він є наступником ASH 26 E. Планер може сам злітати, оскільки має електродвигун. Залежно від зовнішнього розмаху крила конструкція Мартіна Хайде належить до відкритого Класу 18 м або відкритого Класу 21 м.

## Історія
Прототип ASH 31 Mi з реєстрацією D-KUSA почали  будувати на початку 2009 року і був показаний на виставці AERO 2009 у Фрідріхсхафені в повністю оновленому вигляді.
Перший політ відбувся 21 квітня 2009 року. З початку 2010 року ASH 31 Mi знаходиться в серійному виробництві.

## Конструкція
Деталі крил ASG-29 використовуються як зовнішні крила. Планер оснащений двигуном Ванкеля від Austro Engine із подвійною системою запалювання та електронним уприскуванням палива. Система двигуна стаціонарно змонтована у фюзеляжі, а вежа гвинта може складатися та розкладатися під час польоту. Пропелер виготовляє сама компанія Schleicher.

## Технічні дані
| Параметри                  | Дані 18 м | Дані 21 м |
| -------------------------- | --- | --- |
| екіпаж                     | 1 | 1 |
| довжина                    | 7,07 м | 7,07 м |
| розмах крил                | 18 м | 21 м |
| Площа крила                | 11,9 м² | 13,2 м² |
| Розширення крила           | 27.3 | 33.5 |
| Водяний баласт крила макс. | 120 л | 140 л |
| Коефіцієнт ковзання        | >50 | прибл. 56 |
| Найнижче занурення         | 0,55 м/с | 0,47 м/с |
| корисне навантаження       | 115 кг | 115 кг |
| Порожня вага               | 420 кг | 430 кг |
| макс. Злітна маса          | 630 кг | 700 кг |
| Навантаження крила         | макс. 53 кг/м²                                                                                                  | макс. 53 кг/м²                                                                                                  |

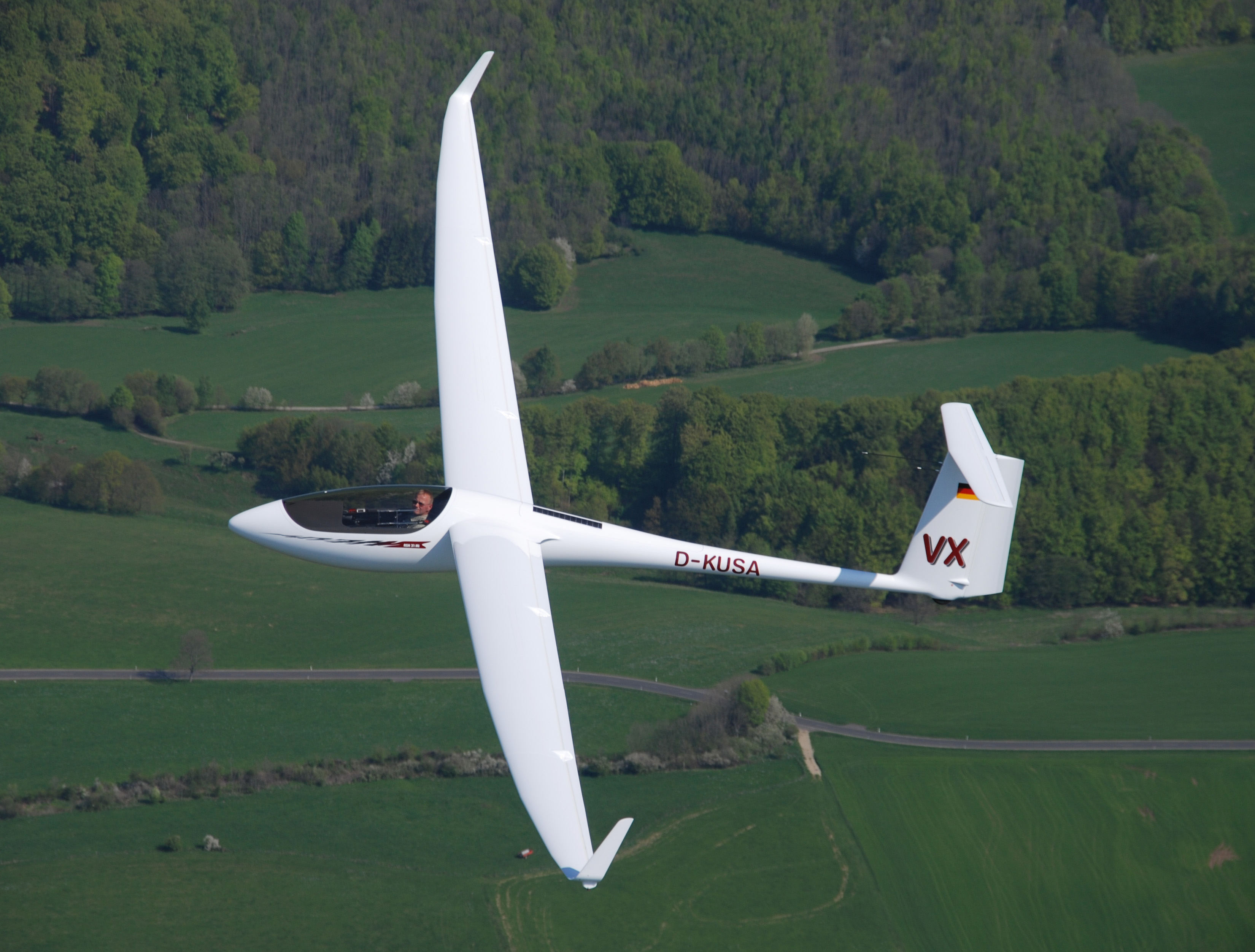
ASH 31 Mi у першому польоті

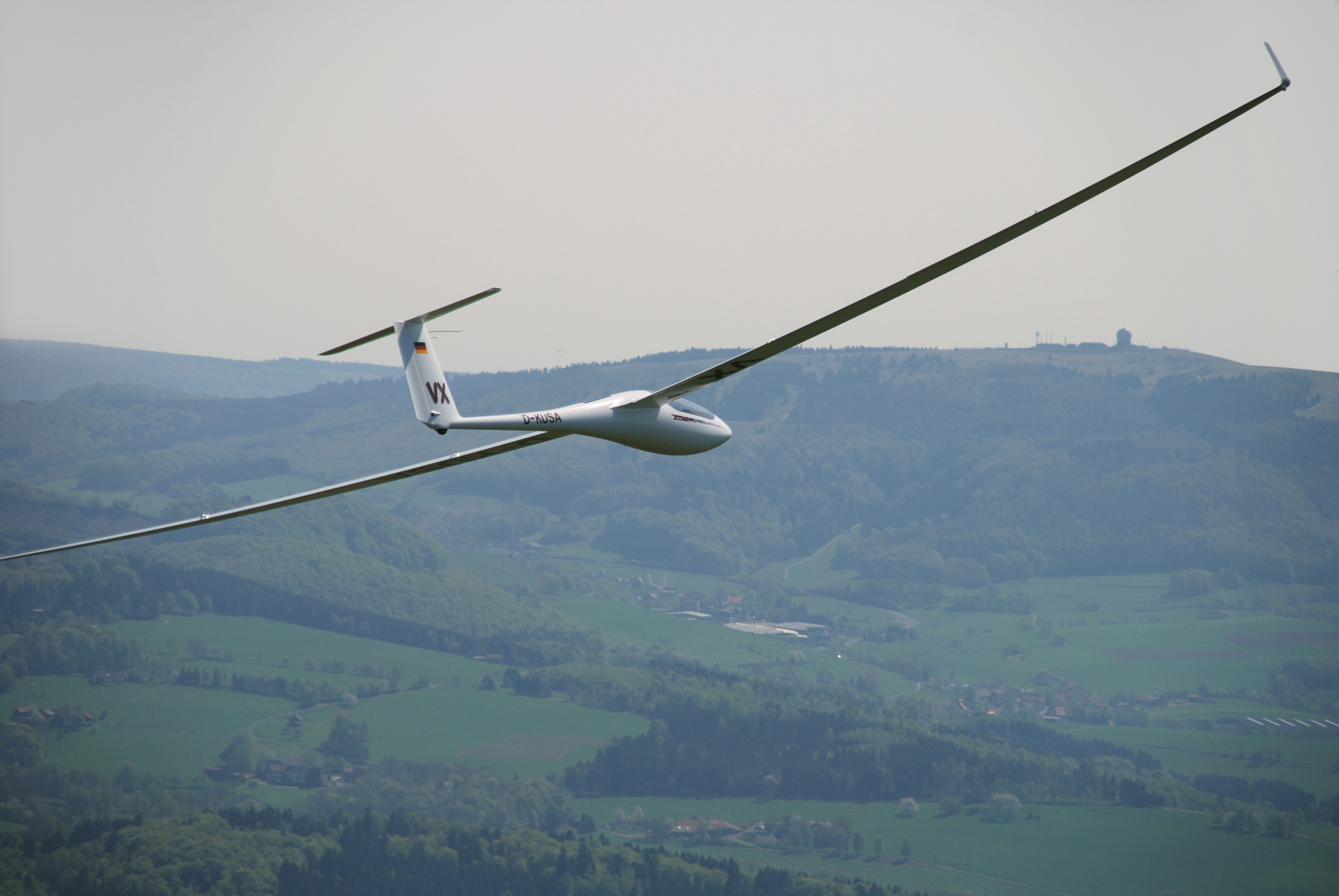
ASH 31 Mi під час першого польоту, праворуч на горизонті Wasserkuppe

| Двигун                     | IAE 50R-AA від Austro Engines : двигун Ванкеля з електронним уприскуванням палива потужністю 37,3 кВт (50 к.с.) | IAE 50R-AA від Austro Engines : двигун Ванкеля з електронним уприскуванням палива потужністю 37,3 кВт (50 к.с.) |

## Дивіться також

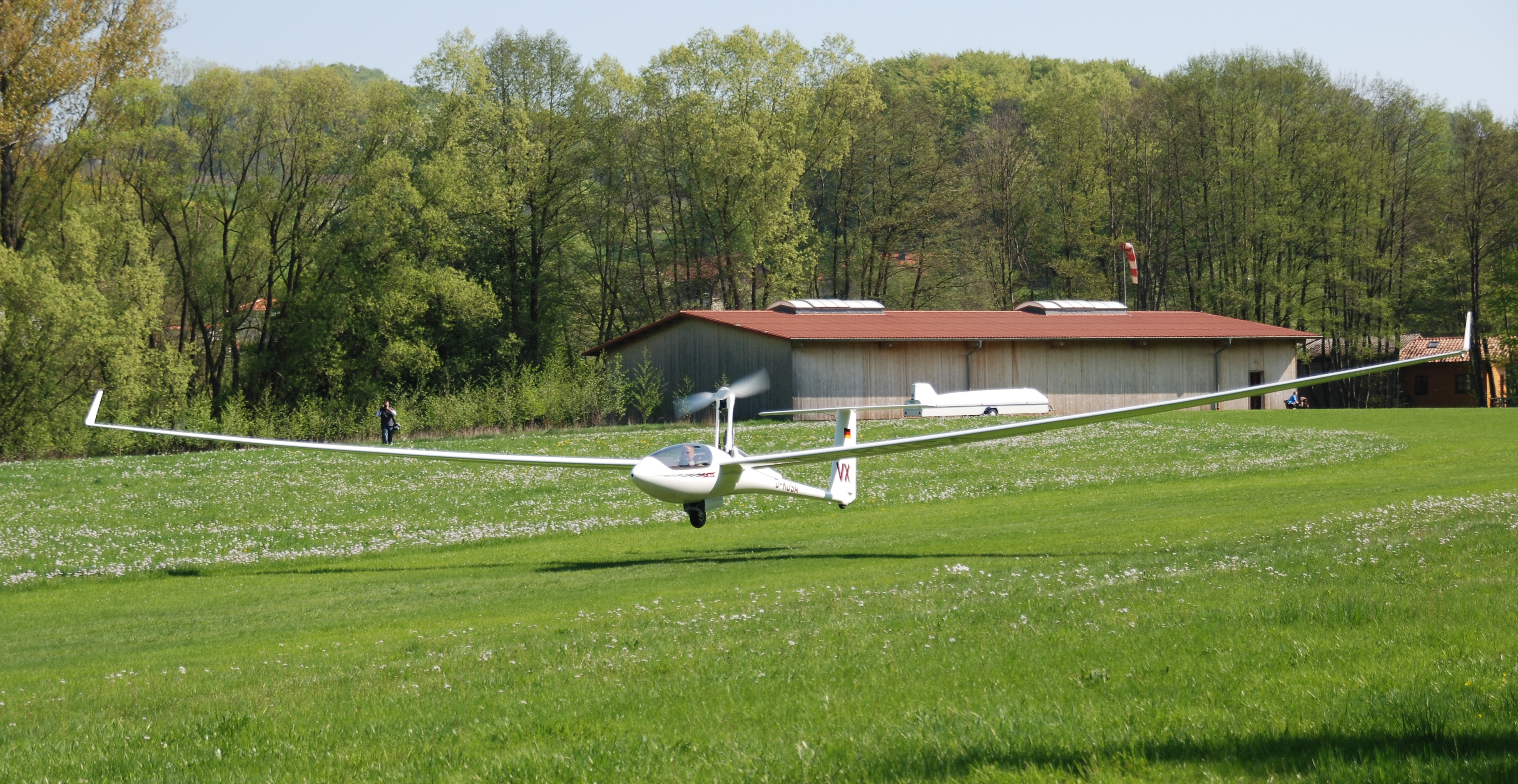
ASH 31 Mi самостійно стартує під час першого польоту

- Список типів повітряних суден